# (1310) Villigera
(1310) Villigera ist ein Asteroid des Hauptgürtels, der am 28. Februar 1932 vom deutschen Astronomen F. K. Arnold Schwassmann in Bergedorf entdeckt wurde.
Der Asteroid wurde nach dem Schweizer Astronomen Walter A. Villiger benannt, der Leiter der Abteilung für astronomische Instrumente bei Carl Zeiss Jena war.